# Love the Way You Lie
Singles par Eminem
Not Afraid
(2010) No Love
(2010)
Singles par Rihanna
Te Amo
(2010) Only Girl (In the World)
(2010)
Pistes de Recovery
Almost Famous You're Never Over
Love the Way You Lie est le second single d'Eminem extrait de son septième album studio Recovery en collaboration avec la chanteuse de R'n'B barbadienne Rihanna. La chanteuse Skylar Grey a écrit une première ébauche de la chanson avec Alex da Kid avant de l'envoyer à Eminem qui écrivit les couplets. Ce dernier pense alors à la chanteuse Rihanna pour l'interprétation du refrain. Les paroles s'inspirent de leurs expériences respectives à propos de la violence domestique. Les sessions d'enregistrement ont été réalisés à Ferndale dans le Michigan aux États-Unis ainsi qu'à Dublin en Irlande. Accompagnée par des enregistrements de guitare et de piano, la chanson est une combinaison de rap acoustique avec un refrain pop. Le titre raconte l'histoire d'un couple ne voulant pas se séparer en dépit de leur relation alternant entre amour et haine.
Les labels Interscope Records, Aftermath Entertainment et Shady Records ont publié l'album en août 2010. Les critiques ont apprécié la mélodie mais étaient plus mitigés au niveau de la façon d'aborder le thème. Eminem a promu ce single aux MTV Video Music Awards, à l'E3 2010 et dans différents festivals. Le clip vidéo est tourné par Joseph Kahn et met en scène Dominic Monaghan et Megan Fox. Eminem et Rihanna y apparaissent devant une maison brûlée. La vidéo a reçu des critiques mitigées dues aux scènes explicites de violence domestique. Les critiques rajoutèrent que la vidéo a été influencée par la relation d'Eminem avec son ex-femme Kim et la relation entre Rihanna et Chris Brown.
La chanson est considérée comme une pièce maîtresse de l'œuvre d'Eminem et comme l'une des meilleures chansons de l'année 2010. Le morceau a reçu cinq nominations aux Grammy Awards. Il s'est classé à la première place des charts dans 26 pays dont les États-Unis où il fut numéro un pendant sept semaines. Le single s'est écoulé à cinq millions d'exemplaires aux États-Unis et est la chanson la plus vendue au Royaume-Uni en 2010. Des artistes comme Cher Lloyd ou The Band Perry ont repris la chanson. Rihanna affirme que c'est le thème de la chanson qui rend la chanson efficace. Elle a d'ailleurs sorti une suite à cette chanson "Love the Way You Lie (Part II)", vue cette fois-ci du côté féminin de l'histoire. Ce titre est présent sur l'album Loud de Rihanna.

## Thèmes

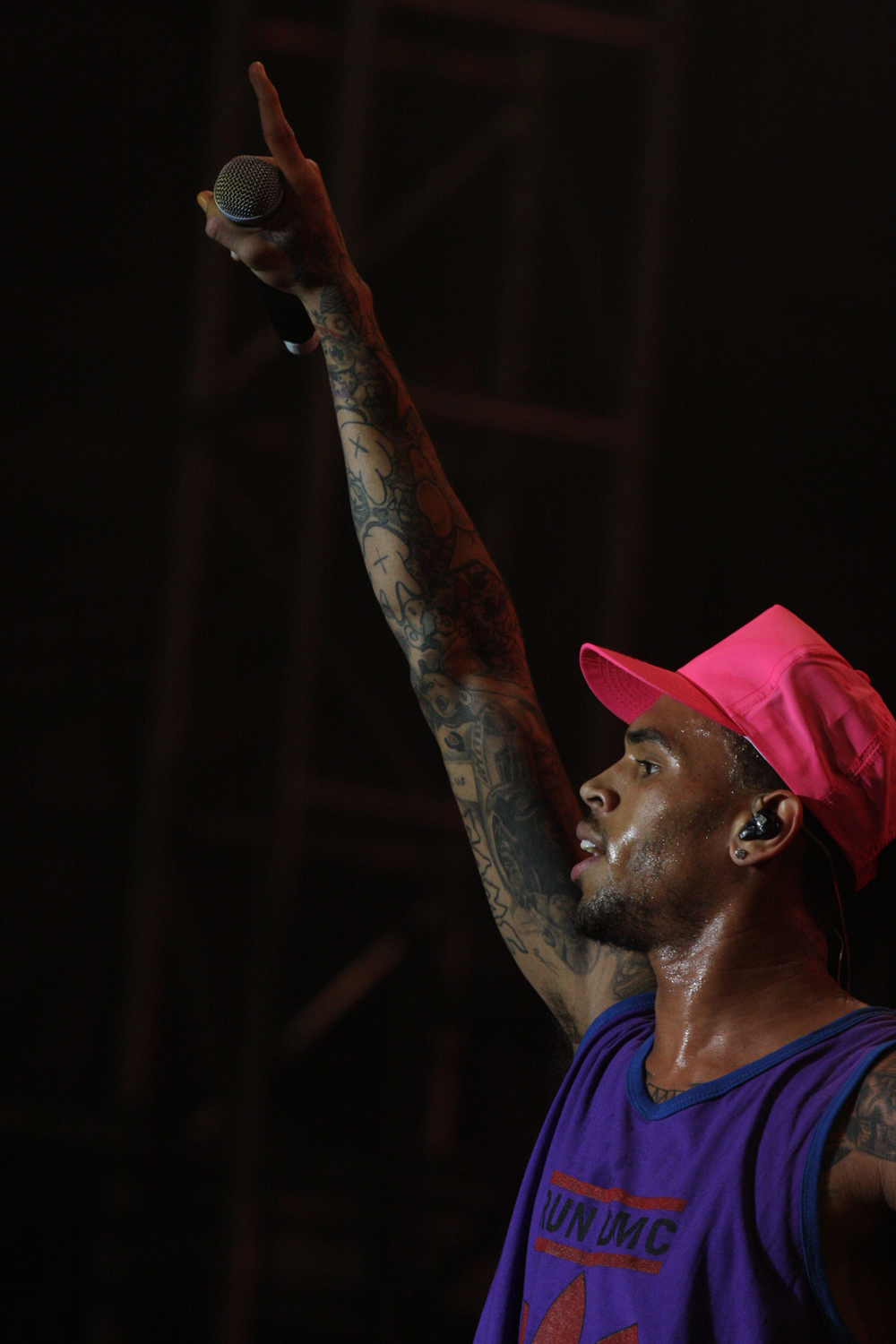
Beaucoup de critiques firent le rapprochement entre l'histoire décrite dans la chanson et la relation tumultueuse entre Rihanna et le chanteur Chris Brown.

Les critiques musicales et les experts ont commenté le message présent dans les paroles. Le journaliste Kyle Anderson pour MTV trouve la chanson sombre, tandis que Nick Levine pour Digital Spy, Allie Townsend pour Time Magazine et Jocelyn Noveck pour Associated Press mettent en avant les expériences personnelles des deux interprètes pour comprendre le message de Love the Way You Lie,,. Nick Levine donne par ailleurs une note de quatre sur cinq à la chanson. Selon Eric Hayden de The Atlantic Monthly, le morceau fait référence à un couple alcoolique, probablement inspiré de la relation entre Rihanna et Chris Brown. Le journaliste anglais Fraser McAlphine travaillant pour la BBC donna au titre quatre étoiles sur cinq possibles. Selon lui, la chanson aurait moins d'impact si on trouvait seulement le point de vue et les regrets d'Eminem et non celui de Rihanna qui représente le côté opposé de la relation. Il ajoute que la présence de la chanteuse envoie un message en raison de sa séparation brutale avec Chris Brown. Il indique que cela apporte un côté réaliste à cette histoire d'amour chaotique qui pourrait être utilisée dans une campagne pour le droit des femmes. Il a salué le fait qu'Eminem ait parfaitement compris le sujet dont il était question. Winston Robbins du site internet culturel Consequence of Sound indique que le côté poignant de la chanson est dû à la relation violente qui a réellement eu lieu et aux thèmes abordés : la violence et l'infidélité.
D'un côté plus négatif, Jenny McCartney pour The Daily Telegraph critique les métaphores dans le refrain ainsi que le sujet de la chanson dans son ensemble. Elle exprime son désaccord avec l'approbation générale des critiques au niveau du thème. Elle explique que les femmes confrontées à une relation violente ne font pas ça pour des raisons purement émotionnelle ou sexuelle mais davantage car elles se trouvent dans des situations familiales ou financières déplorables. Dans une interview à la National Public Radio, l'écrivaine Maura Johnston dit que les paroles de la chanson décrivent Rihanna comme le sujet de la violence d'Eminem. Jay Smooth, une personnalité radiophonique new-yorkaise, dit : « Quand Eminem explore la psychologie cet homme violent, il le fait avec une inquiétante quantité de détails, tandis que le côté de Rihanna est minimisé et pas assez fouillé ». Les deux personnalités affirment que le fait qu'un point de vue soit privilégié dans un duo de musique populaire est fréquent. Saly Doyle pour The Atlantic affirme que même si les paroles d'Eminem sont pleines de remords, cela ne l'excuse pas de ses anciennes chansons misogynes et haineuses.
Jocelyn Noveck se demande si « les paroles de Love the Way You Lie sont un plaidoyer contre la violence domestique ou une irresponsable glorification de cela ? Ou alors les paroles sont neutres et montrent les deux côtés ? » Marjorie Gilberg, présidente du groupe contre la violence chez les adolescents Break the Cycle indique que le morceau peut enseigner aux jeunes les dangers d'une relation abusive, si les paroles sont bien interprétées. L'association ajoute que lorsque la culture populaire dépeint ce qui est socialement acceptable, cela peut aider à faire accepter plus facilement la violence. Gilbert ajoute que la victime a tendance à être jugée comme autant coupable que le partenaire alors que la victime veut seulement être aimée et pas abusée.

## Clip
Le clip est réalisé par Joseph Kahn. Le tournage a débuté le 20 juillet 2010,,. Le 22 juillet 2010, des photos montrant Rihanna devant une maison en feu sont publiées sur Internet, puis des photos des acteurs Megan Fox et Dominic Monaghan. La vidéo et les paroles de la chanson abordent de front la question de la violence domestique.

La vidéo devient rapidement un phénomène sur Internet, engendrant 6,6 millions de visionnage dans les premières 24 heures sur VEVO et 18 millions en cinq jours. Elle est alors la vidéo la plus vue en 24 heures sur YouTube. Le 17 janvier 2016 à 3 h, la vidéo atteint le cap du milliard de vue. Elle est la deuxième vidéo de rap à atteindre ce cap, la première pour Eminem, et elle est la 16e vidéo la plus vue de l'histoire de Youtube après Gangnam Style de PSY, Baby de Justin Bieber, et Party Rock Anthem des LMFAO. Elle est également une des vidéos les plus "aimées" du site YouTube avec plus de 2 millions de "j'aime", contre seulement 93 000 "je n'aime pas" sur plus de 2 millions de votants.
En France, le clip est diffusé en France en journée avec une signalétique "Déconseillé aux moins de 10 ans" sur MCM, MCM Top et Trace Urban ou sans comme sur NRJ Hits ou M6 Music. Le Conseil supérieur de l'audiovisuel avait donné à la chaîne un avertissement .

## Classements
| Classements (2010)                      | Meilleure position |
| --------------------------------------- | ------------------ |
| Allemagne (Media Control AG)            | 1                  |
| Australie (ARIA)                        | 1                  |
| Autriche (Ö3 Austria Top 40)            | 1                  |
| Belgique (Flandre Ultratop 50 Airplay)  | 20                 |
| Belgique (Flandre Ultratop 50 Singles)  | 1                  |
| Belgique (Wallonie Ultratop 50 Airplay) | 2                  |
| Belgique (Wallonie Ultratop 50 Singles) | 1                  |
| Canada                                  | 1                  |
| République tchèque                      | 2                  |
| Danemark (Tracklisten)                  | 1                  |
| Europe Billboard Europe Hot 100         | 1                  |
| États-Unis (Adult Pop Songs)            | 29                 |
| États-Unis (Hot 100)                    | 1                  |
| États-Unis (Hot Latin Songs)            | 23                 |
| États-Unis (Pop Airplay)                | 1                  |
| États-Unis (R&B/Hip-Hop Songs)          | 7                  |
| États-Unis (Rap Songs)                  | 1                  |
| États-Unis (Rhythmic Songs)             | 1                  |
| Finlande (Suomen virallinen lista)      | 1                  |
| France (SNEP)                           | 3                  |
| France (SNEP)                           | 1                  |
| Irlande                                 | 1                  |
| Japon (Hot 100)                         | 55                 |
| Corée du Sud (GAON)                     | 1                  |
| Maroc (Hitradio)                        | 2                  |
| Pays-Bas (Nederlandse Top 40)           | 4                  |
| Pays-Bas (Single Top 100)               | 5                  |
| Philippines                             | 3                  |
| Nouvelle-Zélande (RMNZ)                 | 1                  |
| Norvège (VG-lista)                      | 1                  |
| Russie                                  | 1                  |
| Écosse                                  | 3                  |
| Slovaquie                               | 1                  |
| Suède (Sverigetopplistan)               | 1                  |
| Suisse (Schweizer Hitparade)            | 1                  |
| Tunisie                                 | 1                  |
| UK Singles Chart                        | 2                  |
| UK R&B Chart                            | 1                  |

| Pays       | Certification | Ventes certifiées |
| ---------- | ------------- | ----------------- |
| Allemagne  | Platine       | 300 000           |
| Australie  | 9 × Platine   | 630 000           |
| États-Unis | 11 × Platine  | 6 000 000         |
| Italie     | Platine       | 30 000            |

## Sortie
| Pays        | Date         | Format | Label      |
| ----------- | ------------ | ------ | ---------- |
| Royaume-Uni | 30 août 2010 | CD     | Polydor    |
| Espagne     | 17 août 2010 | CD     | Polydor    |
| États-Unis  | 17 août 2010 | CD     | Polydor    |
| Allemagne   | 20 août 2010 | CD     | Interscope |

## Suite
Pistes de Loud
"Skin"
(10)
Eminem et Rihanna ont enregistré la « suite » du titre, intitulée "Love the Way You Lie (Part II)" et commercialisée sur l'album Loud de Rihanna. Skylar Grey a écrit la partie de Rihanna tandis qu'Eminem a écrit ses trois couplets,.

## Utilisations
- La chanson a été utilisée dans le trailer de la saison 4 de Damages[52].
- Elle a été utilisée dans l'épisode 6 de la saison 4 de Gossip Girl.